# نفرین عقرب یشمی
نفرین عقرب یشمی (انگلیسی: The Curse of the Jade Scorpion) فیلمی جنایی و کمدی به کارگردانی وودی آلن است که در سال ۲۰۰۱ منتشر شد.
داستان کلی فیلم دربارهٔ یک بازرس بیمه و یک کارشناس بهره‌وری است که هر دو توسط یک خوابگرِ (هیپنوتیست) حقه‌باز، سحر شده و وادار به دزدی جواهرات می‌شوند. این فیلم بیش از سایر فیلم‌های معاصر وودی آلن، به سبک اولیه فیلم‌های وی، یعنی کمدی اسکروبال نزدیک است.